# イサイアス・アフェウェルキ

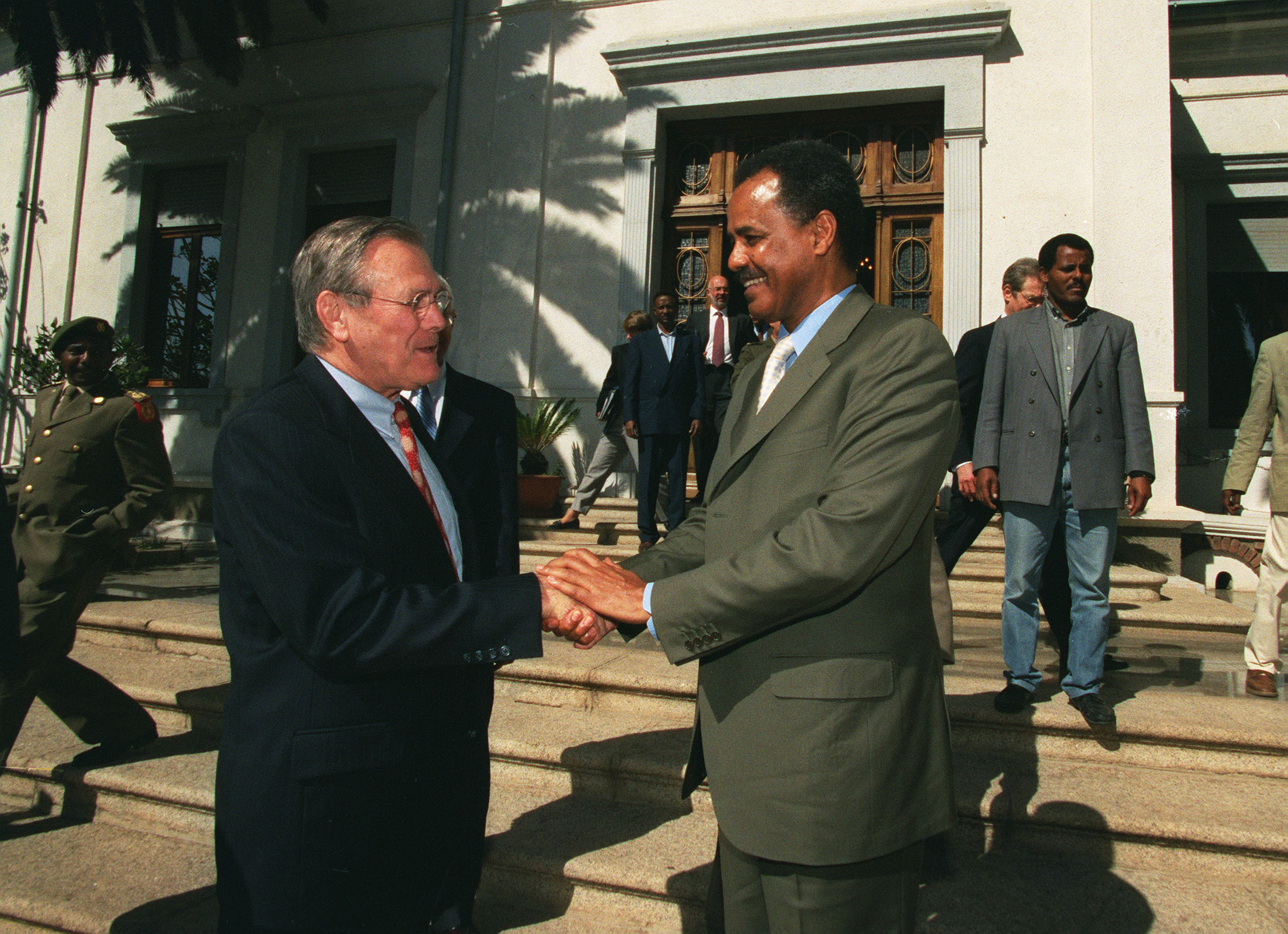
アメリカ合衆国国防長官ドナルド・ラムズフェルド（写真左）とエリトリアで握手する、イサイアス・アフェウェルキ（写真右）。

イサイアス・アフェウェルキ（ティグリニア語: ኢሳይያስ ኣፈወርቅ, ラテン文字転写: Isaias Afewerki, 1946年2月2日 - ）はエリトリアの政治家で同国大統領。民主正義人民戦線（PFDJ）議長。

## 経歴・人物
アスマラ出身。エチオピアのハイレ・セラシエ大学（現・アディスアベバ大学）で工学を学んだ。1966年からはエリトリア解放戦線（ELF）に参加。1967年に中国の南京軍事学院（中国人民解放軍国防大学の前身）に留学して毛沢東思想や軍事知識を学ぶ。1969年にELF総司令官となったが、1973年に分派のエリトリア解放人民戦線（EPLF、現在のPFDJ）の創設に参加、1987年3月にEPLF書記長。エリトリア独立戦争を戦い、1991年にエチオピアのメンギスツ政権をティグレ人民解放戦線 (TPLF)等と連携して打倒し、1993年6月から独立したエリトリアの初代大統領に就任。
イサイアスは大統領に就任するとエチオピアのティグレ州に侵攻し、エチオピア・エリトリア国境紛争が始まった。国内で紛争の是非や政治姿勢に批判が高まり始めると独裁化、メディア統制や野党勢力弾圧を行った。1997年に恒久憲法が制定されたものの未だに施行されておらず、大統領・議会選挙は事実上無期延期の形となり、PFDJによる一党独裁制が敷かれている。2008年に行われたアルジャジーラの記者によるインタビューによると、イサイアスは「西欧的な意味での選挙を行なうつもりはない」と断言している。イサイアスはエリトリアを独裁国家につくりあげ、国民は男女を問わず全員無期限の徴兵制度や徴農制度などで兵役と労役が義務付けられている。これは事実上の強制労働であり、圧政から逃れるため、毎月2000人近くのエリトリア人が国外に脱出しており、ヨーロッパを目指して地中海を渡ろうとして遭難死する事故が後を絶たない。イサイアスは外国人記者のエリトリア入国を認めず、ジャーナリスト保護委員会は2012年、エリトリアを報道の自由が少ない「検閲国家ワースト10」の第1位に選んだ。また、国境なき記者団による「世界報道自由ランキング」でも最下位にランク付けされたこともある。
2018年7月9日、首都アスマラにおいて、エチオピアのアビィ・アハメド首相と20年ぶりの首脳会談を行い、長年にわたる戦争状態の終結や経済・外交関係の再開、国境に係る決定の履行を内容とする共同宣言に署名した。この歴史的和解にはエリトリアのアッサブに初の海外軍事基地を設置したアラブ首長国連邦の関与もあったとされ、同年7月24日にエチオピアのアビー首相とともにイサイアスはUAE最高勲章のザイード勲章を授与されている。同年9月16日、エチオピアのアビー首相とともにサウジアラビア第2の都市ジッダで和平協定に署名した。